# Intoxicados

Intoxicados é uma banda de rock da Argentina formada no ano 2000 em Buenos Aires. Considerada uma das bandas mais importantes e influentes do rock nacional.
O grupo surgiu quando o cantor e compositor Cristian "Pity" Álvarez, após se separar do seu antigo agrupamento musical, a banda Viejas Locas, decidiu formar uma nova banda junto a Abel Meyer (bateria), Adrián "Burbujas" Pérez (teclados) e Ezequiel "Peri" Rodríguez (harmônica), todos ex-integrantes e amigos da antiga banda. Ao projeto se somaram Jorge Rossi (baixo), que pouco tempo antes havia deixado o grupo Los Gardelitos, e Felipe Barrozo, um adolescente naquela época, que antes fazia as vezes de baixista na banda Legendarios, mas que neste novo grupo tomaria o lugar de guitarrista. Os primeiro ensaios aconteceram durante o verão de 2001, momento em que incorpora-se ao conjunto o percussionista Favio Cuevas e o saxofonista Víctor Djamkotchian.
No final do ano 2001 a banda lançou seu primeiro álbum, intitulado Buen Día. O disco contêm canções como "Yo No Fui", "Se Fue al Cielo", "Un Gran Camping" e a primeira música de trabalho "Quieren Rock". Trata-de de canções que já haviam sido compostas na época do Viejas Locas, mas nunca foram editadas.
Em 2003 a banda lança o álbum No Es Sólo Rock'n'Roll, um trabalho que dá origem a uma série de shows em toda a Argentina. Durante a década ainda seriam lançados mais dois álbuns, Otro día en el Planeta Tierra (2005) e El Exilio de las Especies (Thend) (2008). 
Em 2009, ao se apresentarem no festival Cosquín Rock, o grupo Intoxicados anuncia um período de recesso. Segundo Pity, o líder do conjunto, ele necessitava de férias, no entanto, a imprensa já sabia de antemão que o anunciado recesso era na verdade um ponto final, pois Pity retomaria o projeto musical com o grupo Viejas Locas.

## Discografia
- Buen Día (2001)
- No Es Sólo Rock'n'Roll (2003)
- Otro día en el planeta tierra (2006)
- El Exilio de las Especies (Thend) (2009)